# Гранпре, Шарль-Франсуа де Жуайёз
Шарль-Франсуа де Жуайёз (фр. Charles-François de Joyuese; ок. 1620 — 8 марта 1680, Париж), граф де Гранпре — французский генерал.

## Биография
Сын Антуана-Франсуа де Жуайёза, графа де Гранпре, и Маргерит де Жуайёз.
Капитан полка своего отца (11.01.1632), проделал кампанию того года в войсках маршала Лафорса в Германии. После смерти отца, 6 января 1639 был назначен губернатором Музона и Бомон-ан-Аргона. 20 июля 1640 набрал пехотный полк, ставший там гарнизоном, а 9 июля 1648 сформировал кавалерийский полк.
Во время Фронды в 1650 году встал на сторону принцев. 20 января его кавалерийский полк был распущен, 6 ноября испанцы взяли Музон. 4 декабря был лишен командования полком. Вернувшись на сторону двора, 18 сентября 1651 был произведен в кампмаршалы, 8 ноября набрал вольную драгунскую роту. 18 августа 1652 получил обратно пехотный полк и патентом от того же дня снова сформировал кавалерийский. Получил командование на шампанской границе.
Генерал-лейтенант армий короля (4 марта 1653), в составе армии маршала Лаферте содействовал взятию замка Орн, осаде и взятию Ретеля и Музона, капитулировавшего 26 сентября. 28-го снова стал губернатором Музона. 4 января 1654 назначен в армию маршала Фабера, действовавшую в Льежской области, содействовал взятию Льежа и оккупации страны, 25 февраля взял штурмом Виттон в Люксембурге и облегчил маршалу Лаферте осаду Клермона, сдавшегося 24 ноября.
В 1655 году продолжал командовать на границе, в 1656 году участвовал в осаде Валансьена. При форсировании испанцами французских линий 16 июля был взят в плен.
В 1657 году обложил Монмеди. Приказами от 26 мая и 20 августа получил под командование кавалерийский и пехотный полуи Гранпре, и кавалерийские полки Бурлемона и Барада, с заданием помешать набегам гарнизона Рокруа. Узнав, что 30 августа командовавший в Рокруа граф де Монталь выступил с девятью сотнями кавалерии в район Реймса, чтобы сжечь деревни, отказывавшиеся выплачивать контрибуцию, Жуайёз бросился в погоню. Настигнув неприятеля на Сийерийском шоссе, французы полностью его разгромили, убив многих офицеров и кавалеристов и взяв две сотни пленных.
10 марта 1660 получил командование войсками, предназначенными для похода в Германию, но этот проект не был осуществлен. В августе передал пехотный полк сыну; кавалерийский был распущен 18 апреля 1661.
31 декабря 1661 пожалован Людовиком XIV в рыцари орденов короля. 7 декабря 1665 снова набрал кавалерийский полк, 15 июня 1667 получил командование в Рокруа и на шампанской границе. В декабре того же года отставлен от командования кавалерийским полком, сохранил командование на границе до своей смерти. Умер в Париже от болезни в возрасте 60 лет.

## Семья
1-я жена: Шарлотта де Куси, дочь Луи III де Майи, называемого де Куси, сеньора де Шемри и де Кроя, и Элизабет-Клер-Эжени де Крой-Сольр
Дети:
- Клод, монах-премонстрант
- Жюль (29.03.1655 — после 1698), граф де Гранпре, губернатор Стене, полковник пехоты. Жена: Гийеметта-Анжелика де Рео (1652—1726), дочь Рене де Рео, лейтенанта гвардии, генерал-лейтенанта армий короля, и Анн Рошро. Не имея потомства, завещал графство Гранпре кузену Жану-Жедеону-Андре де Жуайёзу из линии баронов де Сен-Ламбер

2-я жена (1658): Генриетта-Луиза де Комменж (ум. 1678), дочь Клода-Роже де Комменжа, маркиза де Вервена, и Габриели-Анжелики де Пуйи
Дети:
- Абраам, умер в результате несчастного случая
- Жан-Луи (ум. 25.04.1725), называемый графом де Гранпре, капитан кавалерии. Жена (19.03.1689): Мари-Виктуар де Мерод (ум. 30.09.1727), дочь Александра-Теодора де Мерода, графа де Мерода-Вару, и Анн д'Алламон, дамы де Брандевиль
- Мишель. Умер юным. Был холост
- Жозеф, приор Сен-Жерома (Сен-Жемо) близ Лангра
- Генриетта-Мари-Бенедиктина, монахиня
- Мари, ум. малолетней
- Анн-Фернандина, маркиза де Вервен, демуазель де Гранпре, наследница части владений своего брата Жана-Луи, в 1729 году принесла жалобу на Жана-Жедеона-Андре де Жуайёза де Сен-Ламбера